# Без пардона
Без Пардона је хумористичка емисија из Републике Српске коју је РТРС почео да емитује у фебруару 2003. године. Серија је снимана у Приједору и околини, домаћим кадровима и ресурсима у продукцији РТРС и РТВ Приједор. Сценарио за серију потписују Жељко Касап, Александар Стојковић и Перо Шпадић, а режисер је Борис Бабић. Ова емисија је по свом формату била слична емисији Топ листа надреалиста.

## Радња
Без Пардона је била емисија која се највише бавила сатиричким приказом политичке ситуације и са догађајима у Републици Српској, БиХ и околним земљама бивше СФРЈ почетком 2000-их година (унутар сегмента названог "Политички магацин"), као и хумором повезаним са менталитетом народа овог простора у облику скечева. У емисијии су такође пуштани музички спотови познати пјевача. Такође, снимане су и посебне новогодишње емисије.

## Постава
| Глумац               | Улога |
| -------------------- | --- |
| Жељко Касап          | списак - Жељко - водитељ и ТВ репортер РТРС-а - партизански водник Ђукан - кип Јосипа Броза Тита у Кумровцу - министар здравства Здравко Трлабабалан - министар привреде и друштвени дјелатности Јован Свјетлица - хемичар Јово Епрувета - Бајро Хаџихајирлахуз - Спасенија Вјештица - наркоман/дилер Бобо Канабисић "Марли" - Драган Чавић [глас у синхронизацији] - Марко Павић [глас у синхронизацији] - Карла дел Понте [глас у синхронизацији] - возач Суљо - Ђука - конобар Васо - Радивој Чеко - радник у фирми тоалет папира "Серпак" - представник гранског синдиката просвјете - талијански турист - Црногорац - пензинисани војник Ханџар дивизије - трговац - џепарош - пљачкаш - пијанац - радник у канцеларији - сељак из села Барице - дјед - дјечак - муж - жена - проститутка - продавац на пијаци - Циган кочијаш - младић - начелник општине - апотекар - мајстор електричар - пећински човјек - прометни полицајац - учесник у прометном судару - богати привредник - итд.                       |
| Александар Стојковић | списак - Пикси - водитељ емисије "Политички магацин" - ТВ репортер РТРС-а Хркаџић - инкасатор РТРС-а - тонац у режији - партизански водник Микан - командант 6. личке дивизије - шеф хотела Михајло Станковић - сељак Стојан Потрчкуља - Зука - министар Мито - министар културе Васкрсије Нушић - пензионисани четник Ђурађ Дреновац - Милорад Додик [глас у синхронизацији] - Драган Чавић [глас у синхронизацији] - Петар Ђокић [глас у синхронизацији] - Младен Иванић [глас у синхронизацији] - Сулејман Тихић [глас у синхронизацији] - Педи Ешдаун [глас у синхронизацији] - Тривун (радник у фирми тоалет папира "Серпак" и члан гранског синдиката) - доктор у приједорској болници - амерички ТВ репортер - начелник општине - хрватски политичар из ФБиХ - конобар - купац - гост ресторана - анђео чувар - муж - жена - радник у канцеларији - мајстор - прометни полицајац - молер - начелни полиције - шеф групе ТИГАР - командант УТОРа - студент правног факултета - деложурани глумац - унук - итд. |
| Вања Шево            | списак - ТВ репортер РТРС-а - партизански водник Дикан - партизан 6. личке дивизије - Љубоја Вјештица - заштитар Мишко - Јука - Мики - Енглез - гост ресторана - пацијент - поштар - учесник у прометном судару - пећински човјек - наркоман - завезани талац - амерички војник - полицајац на одјелу за наркотике - дјед - заштитар - мајстор електричар - улични расвјетљивач - итд. |
| Горан Јокић          | - партизански командант - пензионисани партизан Лазар Дрљача - пијанац - итд. |
| Желимир Ривић        | списак - партизан Переца - високи грађевински инжењер - војник УТОРа - полицајац - пацијент у приједорској болници - представник гранског синдиката медицине - полицајац на одјелу за наркотике - гост хотела - секретар начелника општине - заштитар - усташа - итд. |
| Дубравко Вукадиновић | - партизан 6. личке дивизије - војник УТОРа - партизан - заштитар - итд. |
| Владимир Ђорђевић    | - Мићун - асистент ТВ водитеља |
| Љубиша Савановић     | - Осман (бошњачки политичар из ФБиХ) |
| Ивана Новаковић      | - шалтерска радница |
| Гордана Батић        | - медицинска сестра |
| Раденко Билбија      | - Драгољуб Михаиловић |
| Игор Пожгај          | - ТВ репортер РТРС-а [гостујућа улога] |
| Никола Бундало       | |
| Марко Мисирача       | |
| Стефан Бундало       | |